# Женска фудбалска репрезентација Велса
Женска фудбалска репрезентација Велса (вел. Tîm pêl-droed cenedlaethol Cymru) је национални фудбалски тим који представља Велс на међународним такмичењима и под контролом је Фудбалског савеза Велса (вел. Cymdeithas Bêl-droed Cymru), владајућег тела за фудбал у Велсу.Женска репрезентација Велса се још никада није квалификовала за завршну фазу Светског купа или Европског првенства и тренутно су на 31. месту на свету и 20. у Европи. Тим води Фудбалски савез Велса.

## Достигнућа
Ажурирано април 2020
Подебљана имена активних играчица
| # | Име            | width=Период | Утакмица |
| - | -------------- | ------------ | -------- |
| 1 | Џес Фишлок     | 2006–        | 134      |
| 2 | Софи Ингл      | 2009–        | 117      |
| 3 | Лорен Дикс     | 2007–2021    | 105      |
| 4 | Наташа Хардинг | 2008–        | 100      |
| 5 | Хелен Вард     | 2008–        | 100      |

| # | Име        | Период | Голова | Утакмица |
| - | ---------- | ------ | ------ | -------- |
| 1 | Хелен Вард | 2008–  | 44     | 100      |

## Такмичарски рекорд

### Светско првенство за жене
| Светско првенство у фудбалу за жене − резултати | Светско првенство у фудбалу за жене − резултати | Светско првенство у фудбалу за жене − резултати | Светско првенство у фудбалу за жене − резултати | Светско првенство у фудбалу за жене − резултати | Светско првенство у фудбалу за жене − резултати | Светско првенство у фудбалу за жене − резултати | Светско првенство у фудбалу за жене − резултати | Светско првенство у фудбалу за жене − резултати |           | Квалификациони резултати | Квалификациони резултати | Квалификациони резултати | Квалификациони резултати | Квалификациони резултати | Квалификациони резултати | Квалификациони резултати | Квалификациони резултати | Квалификациони резултати |
| Година                                          | Резултат                                        | Ута                                             | Поб                                             | Нер*                                            | Изг                                             | ГД                                              | ГП                                              | ГР                                              | Ута       | Поб                      | Нер*                     | Изг                      | ГД                       | ГП                       | ГР                       |                          |                          |                          |
| 1991                                            | Нису учествовале                                | Нису учествовале                                | Нису учествовале                                | Нису учествовале                                | Нису учествовале                                | Нису учествовале                                | Нису учествовале                                | Нису учествовале                                | УЕФА 1991 | УЕФА 1991                | УЕФА 1991                | УЕФА 1991                | УЕФА 1991                | УЕФА 1991                | УЕФА 1991                |                          |                          |                          |
| 1995                                            | Нису се квалификовале                           | Нису се квалификовале                           | Нису се квалификовале                           | Нису се квалификовале                           | Нису се квалификовале                           | Нису се квалификовале                           | Нису се квалификовале                           | Нису се квалификовале                           | УЕФА 1995 | УЕФА 1995                | УЕФА 1995                | УЕФА 1995                | УЕФА 1995                | УЕФА 1995                | УЕФА 1995                |                          |                          |                          |
| 1999                                            | Нису се квалификовале                           | Нису се квалификовале                           | Нису се квалификовале                           | Нису се квалификовале                           | Нису се квалификовале                           | Нису се квалификовале                           | Нису се квалификовале                           | Нису се квалификовале                           | 6         | 0                        | 2                        | 4                        | 7                        | 21                       | −14                      |                          |                          |                          |
| 2003                                            | Нису се квалификовале                           | Нису се квалификовале                           | Нису се квалификовале                           | Нису се квалификовале                           | Нису се квалификовале                           | Нису се квалификовале                           | Нису се квалификовале                           | Нису се квалификовале                           | 6         | 0                        | 1                        | 5                        | 2                        | 13                       | −11                      |                          |                          |                          |
| 2007                                            | Нису се квалификовале                           | Нису се квалификовале                           | Нису се квалификовале                           | Нису се квалификовале                           | Нису се квалификовале                           | Нису се квалификовале                           | Нису се квалификовале                           | Нису се квалификовале                           | 6         | 4                        | 2                        | 0                        | 17                       | 2                        | +15                      |                          |                          |                          |
| 2011                                            | Нису се квалификовале                           | Нису се квалификовале                           | Нису се квалификовале                           | Нису се квалификовале                           | Нису се квалификовале                           | Нису се квалификовале                           | Нису се квалификовале                           | Нису се квалификовале                           | 8         | 3                        | 0                        | 5                        | 23                       | 16                       | +7                       |                          |                          |                          |
| 2015                                            | Нису се квалификовале                           | Нису се квалификовале                           | Нису се квалификовале                           | Нису се квалификовале                           | Нису се квалификовале                           | Нису се квалификовале                           | Нису се квалификовале                           | Нису се квалификовале                           | 10        | 6                        | 1                        | 3                        | 18                       | 9                        | +9                       |                          |                          |                          |
| 2019                                            | Нису се квалификовале                           | Нису се квалификовале                           | Нису се квалификовале                           | Нису се квалификовале                           | Нису се квалификовале                           | Нису се квалификовале                           | Нису се квалификовале                           | Нису се квалификовале                           | 8         | 5                        | 2                        | 1                        | 7                        | 4                        | +3                       |                          |                          |                          |
| 2023                                            | У току                                          | У току                                          | У току                                          | У току                                          | У току                                          | У току                                          | У току                                          | У току                                          | У току    | У току                   | У току                   | У току                   | У току                   | У току                   | У току                   |                          |                          |                          |
| Укупно                                          | 0/9                                             | -                                               | -                                               | -                                               | -                                               | -                                               | -                                               | -                                               | 44        | 18                       | 8                        | 18                       | 74                       | 65                       | +9                       |                          |                          |                          |

*Жребови укључују утакмице где је одлука пала извођењем једанаестераца.

### Европско првенство у фудбалу за жене
| Европско првенство у фудбалу за жене − резултати | Европско првенство у фудбалу за жене − резултати | Европско првенство у фудбалу за жене − резултати | Европско првенство у фудбалу за жене − резултати | Европско првенство у фудбалу за жене − резултати | Европско првенство у фудбалу за жене − резултати | Европско првенство у фудбалу за жене − резултати | Европско првенство у фудбалу за жене − резултати |                  | Квалификациони резултати | Квалификациони резултати | Квалификациони резултати | Квалификациони резултати | Квалификациони резултати | Квалификациони резултати |
| Година                                           | Рез                                              | Ута                                              | Поб                                              | Нер*                                             | Изг                                              | ГД                                               | ГП                                               | Ута              | Поб                      | Нер*                     | Изг                      | ГД                       | ГП                       |                          |
| 1984                                             | Нису учествовале                                 | Нису учествовале                                 | Нису учествовале                                 | Нису учествовале                                 | Нису учествовале                                 | Нису учествовале                                 | Нису учествовале                                 | Нису учествовале | Нису учествовале         | Нису учествовале         | Нису учествовале         | Нису учествовале         | Нису учествовале         |                          |
| 1987                                             | Нису учествовале                                 | Нису учествовале                                 | Нису учествовале                                 | Нису учествовале                                 | Нису учествовале                                 | Нису учествовале                                 | Нису учествовале                                 | Нису учествовале | Нису учествовале         | Нису учествовале         | Нису учествовале         | Нису учествовале         | Нису учествовале         |                          |
| 1989                                             | Нису учествовале                                 | Нису учествовале                                 | Нису учествовале                                 | Нису учествовале                                 | Нису учествовале                                 | Нису учествовале                                 | Нису учествовале                                 | Нису учествовале | Нису учествовале         | Нису учествовале         | Нису учествовале         | Нису учествовале         | Нису учествовале         |                          |
| 1991                                             | Нису учествовале                                 | Нису учествовале                                 | Нису учествовале                                 | Нису учествовале                                 | Нису учествовале                                 | Нису учествовале                                 | Нису учествовале                                 | Нису учествовале | Нису учествовале         | Нису учествовале         | Нису учествовале         | Нису учествовале         | Нису учествовале         |                          |
| 1993                                             | Нису учествовале                                 | Нису учествовале                                 | Нису учествовале                                 | Нису учествовале                                 | Нису учествовале                                 | Нису учествовале                                 | Нису учествовале                                 | Нису учествовале | Нису учествовале         | Нису учествовале         | Нису учествовале         | Нису учествовале         | Нису учествовале         |                          |
| 1995                                             | Нису се квалификовале                            | Нису се квалификовале                            | Нису се квалификовале                            | Нису се квалификовале                            | Нису се квалификовале                            | Нису се квалификовале                            | Нису се квалификовале                            | 6                | 0                        | 0                        | 6                        | 5                        | 36                       |                          |
| 1997                                             | Нису се квалификовале                            | Нису се квалификовале                            | Нису се квалификовале                            | Нису се квалификовале                            | Нису се квалификовале                            | Нису се квалификовале                            | Нису се квалификовале                            | 8                | 2                        | 1                        | 5                        | 9                        | 15                       |                          |
| 2001                                             | Нису се квалификовале                            | Нису се квалификовале                            | Нису се квалификовале                            | Нису се квалификовале                            | Нису се квалификовале                            | Нису се квалификовале                            | Нису се квалификовале                            | 6                | 0                        | 2                        | 4                        | 3                        | 16                       |                          |
| 2005                                             | Одустале                                         | Одустале                                         | Одустале                                         | Одустале                                         | Одустале                                         | Одустале                                         | Одустале                                         | Одустале         | Одустале                 | Одустале                 | Одустале                 | Одустале                 | Одустале                 |                          |
| 2009                                             | Нису се квалификовале                            | Нису се квалификовале                            | Нису се квалификовале                            | Нису се квалификовале                            | Нису се квалификовале                            | Нису се квалификовале                            | Нису се квалификовале                            | 11               | 3                        | 0                        | 8                        | 11                       | 21                       |                          |
| 2013                                             | Нису се квалификовале                            | Нису се квалификовале                            | Нису се квалификовале                            | Нису се квалификовале                            | Нису се квалификовале                            | Нису се квалификовале                            | Нису се квалификовале                            | 8                | 3                        | 1                        | 4                        | 12                       | 14                       |                          |
| 2017                                             | Нису се квалификовале                            | Нису се квалификовале                            | Нису се квалификовале                            | Нису се квалификовале                            | Нису се квалификовале                            | Нису се квалификовале                            | Нису се квалификовале                            | 8                | 3                        | 2                        | 3                        | 13                       | 11                       |                          |
| 2022                                             | Нису се квалификовале                            | Нису се квалификовале                            | Нису се квалификовале                            | Нису се квалификовале                            | Нису се квалификовале                            | Нису се квалификовале                            | Нису се квалификовале                            | 8                | 4                        | 2                        | 2                        | 16                       | 4                        |                          |
| Укупно                                           | 0/13                                             | -                                                | -                                                | -                                                | -                                                | -                                                | -                                                | 55               | 15                       | 8                        | 32                       | 69                       | 117                      |                          |

*Жребови укључују утакмице где је одлука пала извођењем једанаестераца.

#### Европско такмичење у женском фудбалу (незванично)
1979 : Групна фаза

#### Куп Алгарве у фудбалу за жене
Куп Алгарвеа је фудбалски турнир по позиву за женске репрезентације, чији је домаћин Фудбалски савез Португалије (ФПФ). Куп се држава сваке године у региону Алгарве у Португалији и то од 1994. године, један је од најпрестижнијих и најдуговјечнијих међународних фудбалских догађаја за жене и добио је надимак „Мини ФИФА Светско првенство за жене“.
| Куп Алгарве у фудбалу за жене − резултати | Куп Алгарве у фудбалу за жене − резултати | Куп Алгарве у фудбалу за жене − резултати | Куп Алгарве у фудбалу за жене − резултати | Куп Алгарве у фудбалу за жене − резултати | Куп Алгарве у фудбалу за жене − резултати | Куп Алгарве у фудбалу за жене − резултати | Куп Алгарве у фудбалу за жене − резултати | Куп Алгарве у фудбалу за жене − резултати |
| Година                                    | Позиција                                  | Ута                                       | Поб                                       | Нер                                       | Изг                                       | ГД                                        | ГП                                        |                                           |
| ----------------------------------------- | ----------------------------------------- | ----------------------------------------- | ----------------------------------------- | ----------------------------------------- | ----------------------------------------- | ----------------------------------------- | ----------------------------------------- | ----------------------------------------- |
| 1994 до 2001                              | Нису учествовале                          | Нису учествовале                          | Нису учествовале                          | Нису учествовале                          | Нису учествовале                          | Нису учествовале                          | Нису учествовале                          |                                           |
| 2002                                      | 12.                                       | 4                                         | 1                                         | 0                                         | 3                                         | 1                                         | 9                                         |                                           |
| 2003                                      | 12.                                       | 4                                         | 0                                         | 2                                         | 2                                         | 4                                         | 8                                         |                                           |
| 2004                                      | 10.                                       | 4                                         | 2                                         | 0                                         | 2                                         | 6                                         | 8                                         |                                           |
| 2005 до 2008                              | Нису учествовале                          | Нису учествовале                          | Нису учествовале                          | Нису учествовале                          | Нису учествовале                          | Нису учествовале                          | Нису учествовале                          |                                           |
| 2009                                      | 12.                                       | 4                                         | 1                                         | 0                                         | 3                                         | 8                                         | 6                                         |                                           |
| 2010                                      | Нису учествовале                          | Нису учествовале                          | Нису учествовале                          | Нису учествовале                          | Нису учествовале                          | Нису учествовале                          | Нису учествовале                          |                                           |
| 2011                                      | 8.                                        | 4                                         | 2                                         | 0                                         | 2                                         | 6                                         | 7                                         |                                           |
| 2012                                      | 8.                                        | 4                                         | 2                                         | 1                                         | 1                                         | 3                                         | 4                                         |                                           |
| 2013                                      | 12.                                       | 4                                         | 1                                         | 2                                         | 1                                         | 3                                         | 4                                         |                                           |
| 2014 до 2022                              | Нису учествовале                          | Нису учествовале                          | Нису учествовале                          | Нису учествовале                          | Нису учествовале                          | Нису учествовале                          | Нису учествовале                          |                                           |
| Укупно                                    | 7/25                                      | 28                                        | 9                                         | 5                                         | 14                                        | 31                                        | 47                                        |                                           |